# 周农
周农（1962年8月—），男，汉族，湖南益阳人，中华人民共和国政治人物，现任湖南省人大常委会副主任、湖南省总工会主席，中共十九大代表。

## 生平
周农早年在湖南大学就读，毕业后进入湖南省资江氮肥厂任职，后来从政并先后出任中国共青团娄底地区委员会副书记、书记，中共双峰县委副书记、中共娄底地委宣传部副部长等职务。
1999年12月，周农来到怀化市，出任该市下辖的会同县党委副书记、县人民政府县长:134，2001年8月，升任中共会同县委书记:75。2004年2月，转任中共溆浦县委书记，2006年出任中共怀化市鹤城区党委书记，并于年内转任湖南省监察厅副厅长。2011年11月，周农当选为中共湖南省纪委副书记。2014年7月，出任湖南省人民政府党组成员、监察厅厅长。
2016年，出任中共衡阳市委书记、市人大常委会主任。2018年1月当选为湖南省人大常委会副主任，2023年1月连任。
2018年10月25日，中华全国总工会第十七届执行委员会召开第一次全体会议，选举全总十七届执委会主席、副主席和主席团委员，他当选为全总主席团委员。